# Assistant Secretary of State for International Security and Nonproliferation

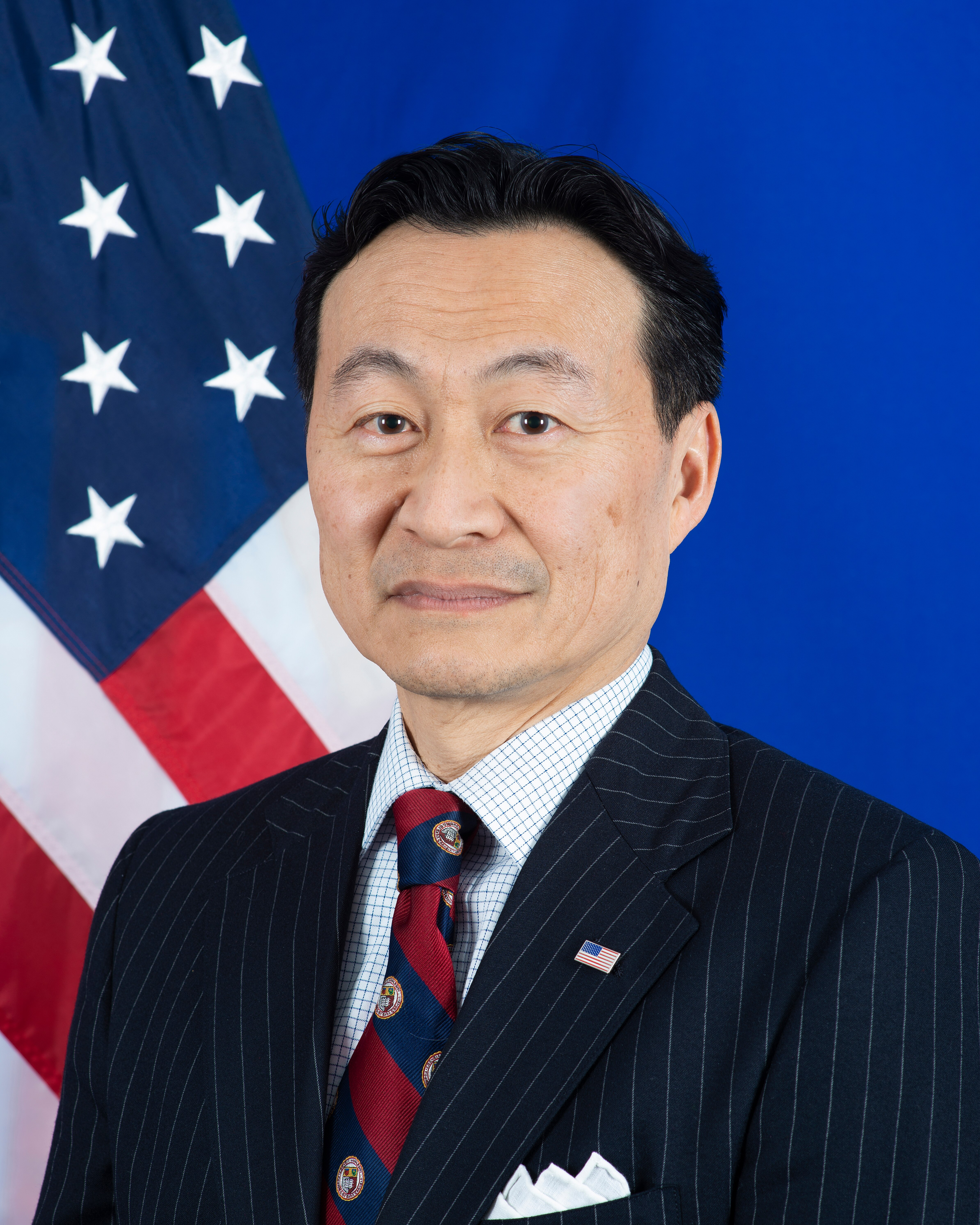
C. S. Eliot Kang, derzeitiger Assistant Secretary

Organigramm: Die administrative Gliederung des Außenministeriums (englisch)

Der Assistant Secretary of State for International Security and Nonproliferation ist ein Amt im Außenministerium der Vereinigten Staaten und Leiter des Bureau of International Security and Nonproliferation. Er untersteht dem Under Secretary of State for Arms Control and International Security Affairs.
Der Posten wurde am 29. Juli 2005 mit der Zusammenführung des Bureau of Non-Proliferation und des Bureau of Arms Control zum Bureau of International Security and Nonproliferation geschaffen. Zweck ist es, die Verbreitung fortgeschrittener konventioneller Waffen und Kernwaffen zu verhindern.

## Amtsinhaber
| Amtszeit  | Name                 | Bemerkung                 |
| --------- | -------------------- | ------------------------- |
| 2005–2006 | Stephen G. Rademaker | geschäftsführend          |
| 2006      | Francis C. Record    | geschäftsführend          |
| 2006–2007 | John C. Rood         |                           |
| 2007–2009 | Patricia A. McNerney | geschäftsführend          |
| 2009      | C. S. Eliot Kang     | geschäftsführend          |
| 2009–2011 | Vann Van Diepen      | geschäftsführend          |
| 2011–2017 | Thomas M. Countryman |                           |
| 2017–2018 | C. S. Eliot Kang     | geschäftsführend          |
| 2018–2021 | Christopher A. Ford  |                           |
| 2021–     | C. S. Eliot Kang     | Bis 2022 geschäftsführend |